# De Pfaffs (stripreeks)
De Pfaffs was een vedettestrip rond de gelijknamige televisieserie over het gezin van Jean-Marie Pfaff. Deze reeks liep vanaf 2003 tot 2004. De strip werd geschreven door Ronald Grossey. Tekeningen en stripbewerkingen door Charel Cambré. De strip werd uitgegeven door The House of Books. Er verschenen in totaal slechts twee stripalbums in deze reeks.

## Trivia
- In het album Waar is ons Lindsey? eindigt het verhaal met een feestmaal gelijkaardig als in de Asterix-serie. Er is een verwijzing naar het personage de Terminator. In de strip is er ook een karikatuur van Sergio en Raymond Goethals te zien. Ook Dennis Black Magic krijgt in de strip een glansrol. Om Shania blij te maken, zingt Sam een liedje van Kabouter Plop.
- In het album Kan de Sam nog zingen? eindigt het verhaal met een feestmaal gelijkaardig als in de Nero-serie van Marc Sleen. In een plakboek met handtekeningen en haarstukjes van BV's zijn de namen van Nicolas Liébart, Eddy Planckaert, Geert Hoste, Jean-Marie Pfaff en Kim Clijsters te zien. Ook het zangduo Nicole & Hugo krijgt een glansrol.
- De Pfaffs was niet de eerste of enige strip over Jean-Marie Pfaff. In 1984 verscheen reeds Jean-Marie Pfaff; de held van München. Dit verhaal staat echter los van de reeks en gaat eigenlijk over Jean-Marie Pfaff's voetbalcarrière bij Bayern München. Carmen heeft wel een "cameo" op het einde.